# Kuschelina lateralis
Kuschelina lateralis är en skalbaggsart som först beskrevs av Martin Jacoby 1886.  Kuschelina lateralis ingår i släktet Kuschelina och familjen bladbaggar. Inga underarter finns listade i Catalogue of Life.